# Explosión en Freetown de 2021
El 5 de noviembre de 2021, una colisión entre un camión cisterna de combustible y otro camión en un concurrido cruce de Freetown, capital y ciudad más grande de Sierra Leona, resultó en una explosión e incendio que mató, al menos, a 144 personas e hirió a más de 100, llevando al colapso de los servicios médicos de la ciudad.

## Antecedentes
Freetown es la capital y ciudad más grande de Sierra Leona, con una población de más de 1,2 millones de personas. El accidente ocurrió en una concurrida intersección a lo largo de Bai Bureh Road en el área de Wellington, el principal distrito industrial de Freetown. La intersección donde ocurrió el accidente se conoce popularmente como «PMB», abreviatura de Sierra Leone Produce Marketing Board (SLPMB), una paraestatal desaparecida con sus antiguas fábricas ubicadas junto a la intersección.

## Accidente y explosión
Aproximadamente, a las 22:00 GMT del 5 de noviembre de 2021, un camión cisterna de combustible que transportaba gasolina intentó girar frente al supermercado Choithram, en el suburbio de Wellington, en Freetown. Se informó que un camión que transportaba granito chocó con el camión cisterna en el cruce, lo que provocó una fuga de combustible. Los dos conductores salieron de sus vehículos y advirtieron a los residentes de la comunidad que se mantuvieran fuera de la escena, según la Agencia Nacional de Gestión de Desastres de Sierra Leona.
La gasolina se derramó del camión cisterna y los lugareños, en particular los taxistas okada (motocicletas), intentaron recogerla en contenedores. Una explosión provocó una enorme bola de fuego que envolvió vehículos, personas y pasajeros que estaban atrapados en el tráfico creado por la colisión inicial. La alcaldesa de Freetown, Yvonne Aki-Sawyerr, dijo que el daño fue exacerbado por las personas que se reunieron en el camión, recogieron el combustible derramado en contenedores y los colocaron muy cerca del lugar del accidente. Esto creó un caos de tráfico con muchas personas, incluidos pasajeros en automóviles y autobuses, atrapados muy cerca de la escena del accidente.

## Víctimas
Muchas de las víctimas quedaron atrapadas en vehículos, incluido un autobús lleno de gente que fue intensamente quemado, matando a todos los que estaban adentro. Las tiendas y los mercados cercanos se incendiaron después de que el combustible se derramara en las calles. Las imágenes transmitidas por los medios de comunicación locales mostraron cuerpos carbonizados rodeando el camión cisterna. Se confirmó inicialmente que, al menos, 99 personas murieron en el desastre y más de 100 resultaron heridas. El número de muertos aumentó a 131 cinco días después de la explosión.

## Consecuencias
Mohamed Lamrane Bah, director de la Agencia Nacional de Gestión de Desastres (NDMA), afirmó que los heridos habían sido trasladados a hospitales y los cuerpos habían sido recogidos. Añadió que los esfuerzos de rescate en el lugar habían terminado a las 16:45 GMT del 6 de noviembre. Varias personas se encuentran en estado crítico. Según un miembro del personal de la unidad de cuidados intensivos del Hospital Connaught, no se esperaba que sobrevivieran unas 30 víctimas con quemaduras graves llevadas a la Unidad. El presidente de Sierra Leona —Julius Maada Bio—, que asistía a las conversaciones sobre el clima de las Naciones Unidas en Glasgow, Escocia, ofreció sus condolencias y prometió apoyo a las familias de las víctimas. El vicepresidente del país, Mohamed Juldeh Jalloh, visitó dos de los hospitales donde se llevó a algunas de las víctimas para recibir tratamiento. El periodista Umaru Fofana informó que los servicios hospitalarios estaban desbordados. El 8 de noviembre, los que murieron durante la explosión fueron enterrados en una ceremonia masiva en Waterloo, en las afueras de Freetown. El presidente Bio declaró un duelo nacional de tres días y ordenó que todas las banderas ondeen a media asta, e indicó que se establecerá un grupo de trabajo para investigar lo sucedido y brindará recomendaciones que ayudarán a evitar tragedias similares en el país a futuro.
El evento ha sido descrito como el primero de su tipo en la ciudad densamente poblada de aproximadamente 1,2 millones y sigue a una serie de explosiones similares de camiones cisterna de combustible con gran número de víctimas en África subsahariana, donde el combustible derramado se consideró un desperdicio en comunidades en las que muchos tenían dificultades para pagar la gasolina. Se han producido bajas masivas por eventos similares en la explosión del petrolero Mbuba de 2018 en la República Democrática del Congo que mató a 50 personas, y la explosión de Morogoro en Tanzania en 2019 que mató a 85 personas.